# Cantonul Le Prêcheur
Cantonul Le Prêcheur este un canton din arondismentul Saint-Pierre, Martinica, Franța.

## Comune
| Comune      | Populație (1999) | Cod poștal | Cod INSEE |
| ----------- | ---------------- | ---------- | --------- |
| Le Prêcheur | 1.655            | 97260      | 97219     |